# NGC 2379
NGC 2379 est une galaxie lenticulaire située dans la constellation des Gémeaux. NGC 2379 a été découverte par l'astronome britannique John Herschel en 1828.

## Caractéristiques
Sa vitesse par rapport au fond diffus cosmologique est de 4 183 ± 27 km/s, ce qui correspond à une distance de Hubble de 61,7 ± 4,3 Mpc (∼201 millions d'al).
Pour la base de données Simbad, NGC 2378 et NGC 2379 sont une même galaxie, soit PGC 21036.

## Supernova
La supernova SN 2010jv a été découverte le 14 novembre 2010 dans NGC 2379 par S. B. Cenko, W. Li et A. V. Filippenko dans le cadre du programme LOSS (Lick Observatory Supernova Search) de l'observatoire Lick. Cette supernova était de type Ia.